# Producto cartesiano

Produto cartesiano del los conjuntos {x,y,z} y {1,2,3}

En matemáticas, el producto   cartesiano de dos conjuntos es una operación, que resulta en otro conjunto, cuyos elementos son todos los pares ordenados que pueden formarse de forma que el primer elemento del par ordenado pertenezca al primer conjunto y el segundo elemento pertenezca al segundo conjunto.
El producto cartesiano recibe su nombre de René Descartes, cuya formulación de la geometría analítica dio origen a este concepto.

## Ejemplo
Por ejemplo, dados los conjuntos:
{\displaystyle A=\{1,2,3,4\}}
y
{\displaystyle B=\{a,b\}}
su producto cartesiano de A por B es:
{\displaystyle {\begin{array}{r|cccc}b&(1,b)&(2,b)&(3,b)&(4,b)\\a&(1,a)&(2,a)&(3,a)&(4,a)\\\hline A\times B&1&2&3&4\\\end{array}}}
que se representa:
{\displaystyle A\times B=\{(1,a),(1,b),(2,a),(2,b),(3,a),(3,b),(4,a),(4,b)\}}
y el producto cartesiano de B por A es:
{\displaystyle {\begin{array}{r|cc}4&(a,4)&(b,4)\\3&(a,3)&(b,3)\\2&(a,2)&(b,2)\\1&(a,1)&(b,1)\\\hline B\times A&a&b\\\end{array}}}
que se representa:
{\displaystyle B\times A=\{(a,1),(a,2),(a,3),(a,4),(b,1),(b,2),(b,3),(b,4)\}}
Ver que:
{\displaystyle (1,a)\neq (a,1)}
Dado que son pares ordenados.

## Definición
Es una colección de dos objetos distinguidos como primero y segundo, y se denota como (a, b), donde a es el «primer elemento» y b el «segundo elemento». Dados dos conjuntos A y B, su producto cartesiano es el conjunto de todos los pares ordenados que pueden formarse con estos dos conjuntos: 
| El producto cartesiano de A y B es el conjunto A × B cuyos elementos son los pares ordenados (a, b), donde a es un elemento de A y b un elemento de B: {\displaystyle A\times B=\{(a,b):a\in A\;\;{\text{y}}\;\;b\in B\}} |

Puede definirse entonces el cuadrado cartesiano de un conjunto como A2 = A × A.

El conjunto Z^{2} puede visualizarse como el conjunto de puntos en el plano cuyas coordenadas son números enteros.

### Ejemplos
Números enteros
Sea también el conjunto de todos los números enteros Z = {..., −2, −1, 0, +1, +2, ...}. El producto cartesiano de Z consigo mismo es Z2 = Z × Z = { (0,0), (0, +1), (0, −1), (0, +2), ..., (+1, 0), ... (−1, 0), ... }, es decir, el conjunto de los pares ordenados cuyos componentes son enteros. Para representar los números enteros se utiliza la recta numérica, y para representar el conjunto Z2 se utiliza un plano cartesiano (en la imagen).
Pintura y pinceles
Sean los conjuntos T de tubos de pintura, y P de pinceles:
| {\displaystyle T=\{\,} | , | , | , |  | {\displaystyle \}\,} |
| {\displaystyle P=\{\,} | , | , | , | , |  | {\displaystyle \}\,} |
El producto cartesiano de estos dos conjuntos, T × P, contiene todos los posibles emparejamientos de tubos de pintura y pinceles. De manera similar al caso de un plano cartesiano en el ejemplo anterior, este conjunto puede representarse mediante una tabla:
|  |  |  |  |  |
|  |  |  |  |  |
|  |  |  |  |  |
|  |  |  |  |  |
|  |  |  |  |  |
|  |  |  |  |  |

## Propiedades
El conjunto vacío actúa como el cero del producto cartesiano, pues no posee elementos para construir pares ordenados:
| Un producto cartesiano donde algún factor sea el conjunto vacío es vacío. En particular: {\displaystyle A\times \varnothing =\varnothing \times A=\varnothing } |

El producto cartesiano de dos conjuntos no es conmutativo en general, salvo en casos muy especiales. Lo mismo ocurre con la propiedad asociativa.
| En general: {\displaystyle A\times B\neq B\times A\quad ,\quad A\times (B\times C)\neq (A\times B)\times C} |

Puesto que el producto cartesiano puede representarse como una tabla o un plano cartesiano, es fácil ver que el conjunto producto es el producto de los cardinales de cada factor:
| - El producto cartesiano de un número finito de conjuntos finitos es finito a su vez. En particular, su cardinal es el producto de los cardinales de cada factor: {\displaystyle \|A_{1}\times \ldots \times A_{n}\|=\|A_{1}\|\cdot \ldots \cdot \|A_{n}\|} - El producto cartesiano de una familia de conjuntos no vacíos que incluya algún conjunto infinito es infinito a su vez. |

En teoría de conjuntos, la fórmula anterior de cardinal del producto cartesiano como producto de los cardinales de cada factor, sigue siendo cierta utilizando cardinales infinitos.

## Generalizaciones

### Caso finito
Dado un número finito de conjuntos A1, A2, ..., An, su producto cartesiano se define como el conjunto n-tuplas cuyo primer elemento está en A1, cuyo segundo elemento está en A2, etc.
| El producto cartesiano de un número finito de conjuntos A1, ..., An es el conjunto de las n-tuplas cuyo elemento k-ésimo pertenece a Ak, para cada 1 ≤ k ≤ n: {\displaystyle A_{1}\times \ldots \times A_{n}=\{(a_{1},\ldots ,a_{n}):a_{1}\in A_{1}\,,\ldots ,\,a_{n}\in A_{n}\}} |

Puede definirse entonces potencias cartesianas de orden superior a 2, como A3 = A × A × A, etc. Dependiendo de la definición de n-tupla que se adopte, esta generalización puede construirse a partir de la definición básica como:
{\displaystyle A_{1}\times \ldots \times A_{n}=A_{1}\times (A_{2}\times (\ldots \times A_{n})\ldots )}
o construcciones similares.

### Caso infinito
En el caso de una familia de conjuntos arbitraria (posiblemente infinita), la manera de definir el producto cartesiano consiste en cambiar el concepto de tupla por otro más cómodo. Si la familia está indexada, una aplicación que recorra el conjunto índice es el objeto que distingue quién es la «entrada k-ésima»:
| El producto cartesiano de una familia indexada de conjuntos F = {Ai}i ∈ I es el conjunto de las aplicaciones f : I → ∪F cuyo dominio es el conjunto índice I y sus imágenes son elementos de algún Ai; que cumplen que para cada i ∈ I se tiene f(i) ∈ Ai: {\displaystyle \prod _{i\in I}A_{i}=\left\{f:I\to \bigcup F\ \|{\text{ para cada }}i\in I\,,f(i)\in A_{i}\right\}} |

donde ∪F denota la unión de todos los Ai. Dado un j ∈ I, la proyección sobre la coordenada j es la aplicación:
{\displaystyle \pi _{j}:\prod _{i\in I}A_{i}\to A_{j}\ ,\ \pi _{j}(f)=f(j)}
En el caso de una familia finita de conjuntos {A1, ..., An} indexada por el conjunto In = {1, ..., n}, según la definición de n-tupla que se adopte, o bien las aplicaciones f : In → ∪i Ai de la definición anterior son precisamente n-tuplas, o existe una identificación natural entre ambos objetos; por lo que la definición anterior puede considerarse como la más general.
Sin embargo, a diferencia del caso finito, la existencia de dichas aplicaciones no está justificada por las hipótesis más básicas de la teoría de conjuntos. Estas aplicaciones son de hecho funciones de elección cuya existencia solo puede demostrarse en general si se asume el axioma de elección. De hecho, la existencia de funciones de elección (cuando todos los miembros de F son no vacíos) es equivalente a dicho axioma.